# Мелия ацедарах
Ме́лия аце́дарах, или Мелия азе́дарах, или Клоко́чина (лат. Mélia azédarach) — древесное растение, произрастающее в странах Южной и Юго-Восточной Азии, а также в Австралии; вид рода Мелия семейства Мелиевые. Широко культивируется в тропических и субтропических странах.
Вид был описан Карлом Линнеем по образцам, доставленным ему, скорее всего, из Сирии. Типовой экземпляр находится в Лондоне.

## Название

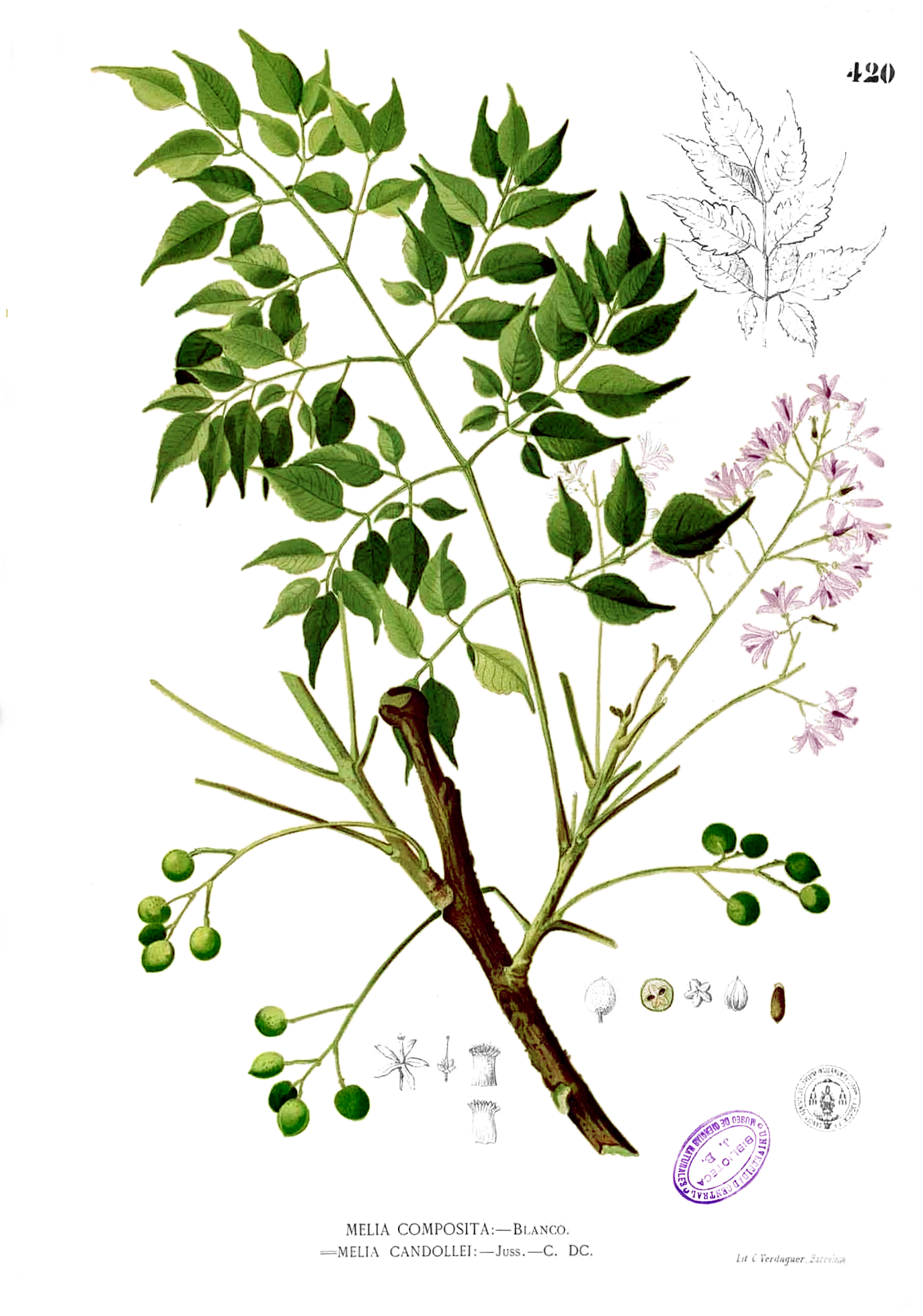

Линней в качестве видового эпитета для латинского названия вида взял арабское название этого дерева, которое в своих трудах указывал Ибн Сина.

## Биологическое описание
Листопадное дерево 15—18 м высотой с широкой раскидистой кроной.
Листья сложные триждынепарноперистые 25—80 см длиной, состоящие из 3—12 ланцетовидных мелкозубчатых листочков.
Цветки лиловые, собраны в метёлки.
Плоды — сочные светло-жёлтые шаровидные костянки, остающиеся на дереве всю зиму.

## Химический состав
Растение богато алкалоидами; в коре содержится маргозин, в плодах — азадарин, в листьях — параизин. Семена растения содержат 40-60 % жирного масла. Оно горькое на вкус, поскольку содержит 0,1 % горького вещества — маргоспикрина.

## Фитотоксичность
Были зарегистрированы случаи отравления Melia azedarach у лошадей, крупного рогатого скота, овец, коз, свиней, собак, кроликов, крыс, морских свинок и домашней птицы. Большинство случаев отравления происходит осенью и зимой, когда созревают плоды. Активные соединения в мелии азедарах представлены несколькими тетранортритерпенами, называемыми мелиатоксинами A1, A2, B1 и B2, которые присутствуют в высоких концентрациях в плодах. В коре дерева присутствуют другие токсины, включая лимоноиды класса гаваненсина, такие как тоосенданин. Токсическая доза точно не установлена, так как токсичность растения может различаться в зависимости от географического положения, климатических условий или стадии роста. Есть сообщения о случаях, что маленькая собака может умереть после употребления 5-6 костянок/
Мелиатоксины действуют как энтеротоксины и нейротоксины, но их механизм действия полностью не изучен. Симптомы обычно появляются в течение 1-2 часов после употребления и характеризуются анорексией, рвотой или диареей (часто с кровью), а также коликами. За этими желудочно-кишечными признаками следуют неврологические признаки, такие как атаксия, возбуждение, судороги, депрессия, парез, кома и смерть из-за дыхательной недостаточности.
Поражения, вызванные отравлением мелией азедарах, неспецифичны; сообщается о раздражении желудочно-кишечного тракта и дегенеративных изменениях печени и почек.
Сообщения о случаях отравления мелией азедарах у собак редки, и в литературе за последние годы опубликовано лишь несколько случаев.

## Использование
Водный настой листьев обладает инсектицидными свойствами.